# 拉科塔人
拉科塔人（英語：Lakota，Lakȟóta，laˈkˣota），是一個美國原住民族群，為大平原印地安人蘇族的三大族群之一，又稱為梯頓蘇族。他們目前主要居住在南、北達科他州。他們使用拉科塔語，是苏语系中最西部的一個分支。
拉科塔包括七個蘇族部落。著名的拉科塔人物有坐牛、觸雲、黑麋鹿、紅雲、斑尾、瘋馬及比利·米爾斯。

## 歷史

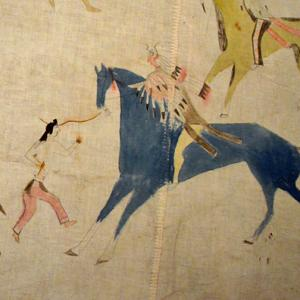
繪於拉科塔族棉布梯皮上的戰鬥場景，19世紀末或20世紀初

使用蘇族語言的族群可能起源於密西西比河下游地區，然後遷移到俄亥俄河谷。他們是農業主義者，可能在公元9至12世紀期間成為土墩建造者文明的一部分。在16世紀末和17世紀初，達科他- 拉科塔語言使用者居住在密西西比州上游地區，即現今的明尼蘇達州、威斯康辛州、愛荷華州和南、北達科他州。在17世紀中後期，與阿尼士納阿比族和克里族的衝突，使得拉科塔族群向西部遷移至大平原。
早期的拉科塔歷史記錄在他們的「冬季總結」，那一種繪製在皮革上（後來記錄在紙上）的圖畫日曆。知名的 Battiste Good 冬季總結所記載的拉科塔歷史可以回溯到公元900年，當時普特珊維給了拉科塔人白野牛的小牛皮管。
大約在1730年，夏安族將馬介紹給拉科塔族，稱為「神奇的狗」。在他們引進馬文化後，拉科塔社會改以在馬背上狩獵野牛為生活重心。1660年，法國探險家估計蘇族的總人口約為28,000人。拉科塔族的人口在1805年首次估計為8,500人，並且穩定增長；1881年達到16,110人。拉科塔族因此而成為19世紀為數不多人口有增長的美國原住民部落之一。拉科塔族的人數現在已增加到170,000餘人，其中約有2,000人仍然使用拉科塔語。
1720年後，拉科塔族的七個族群分為兩個部分，即移動到南達科他州-北達科他州-明尼蘇達州邊界的特拉弗斯湖地區的索恩族群（Saône），以及佔據詹姆斯河流域的奧格拉拉-昔昌古族群（Oglála-Sičháŋǧu）。然而，大約在1750年，索恩族群已經遷移到密蘇里河的東岸，10年後奧格拉拉族群和布魯埃族群（Sičháŋǧu）也跟著遷移。
強大的阿里卡拉族、曼丹族和希達察族村莊長期阻止搭科塔族穿越密蘇里河。然而，1772年至1780年的大天花疫情摧毀了四分之三的部落。拉科塔族穿過河流進入高原較乾燥的短草草原。 這些新住民是索恩族群，他們裝備精良，而且越來越自信，因而迅速擴展。1765年，由酋長立熊領導的索恩探險與襲擊隊發現了布拉克山，然後是夏安族的領土。十年後，奧格拉拉族群和布魯埃族群也渡過了河。1776年，拉科塔族擊敗了夏安族，夏安族早些時候從基奧瓦人手中奪取了該地區。夏安族接著向西遷移到保德河地區，而拉科塔族則將布拉克山當作他們的家。

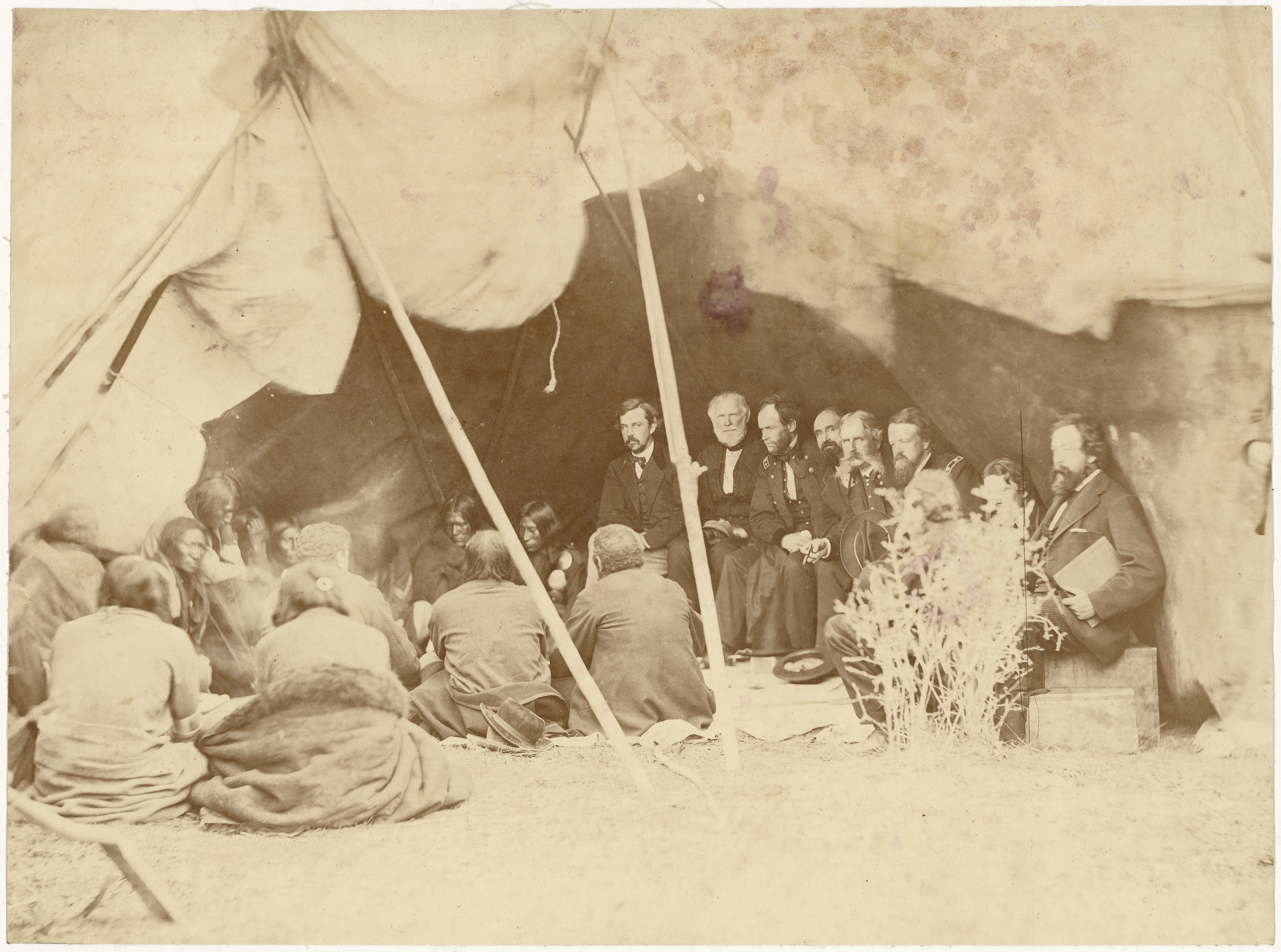
印地安和平委員會與北夏安和北阿拉帕霍的會議，在懷俄明州的拉勒米堡

在1804年至1806年的路易斯與克拉克遠征期間，美國與拉科塔族的最初接觸是相互對峙的。拉科塔族拒絕允許探險隊繼續前往上游，遠征隊準備要戰鬥，但未曾發生。
在1823年的阿里卡拉戰爭期間，拉科塔族的一些群組成為在密蘇里州西部的印地安戰爭中幫助美國軍隊的第一批印第安人。
1843年，南拉科塔族襲擊了內布拉斯加州盧普河附近波尼族酋長藍皮毛的村莊，殺死許多人，而且燒毀了一半的泥造棚屋。下一次拉科塔族對波尼族進行如此嚴重的攻擊，是1873年發生在里帕布利肯河附近的屠殺峽谷戰爭期間。

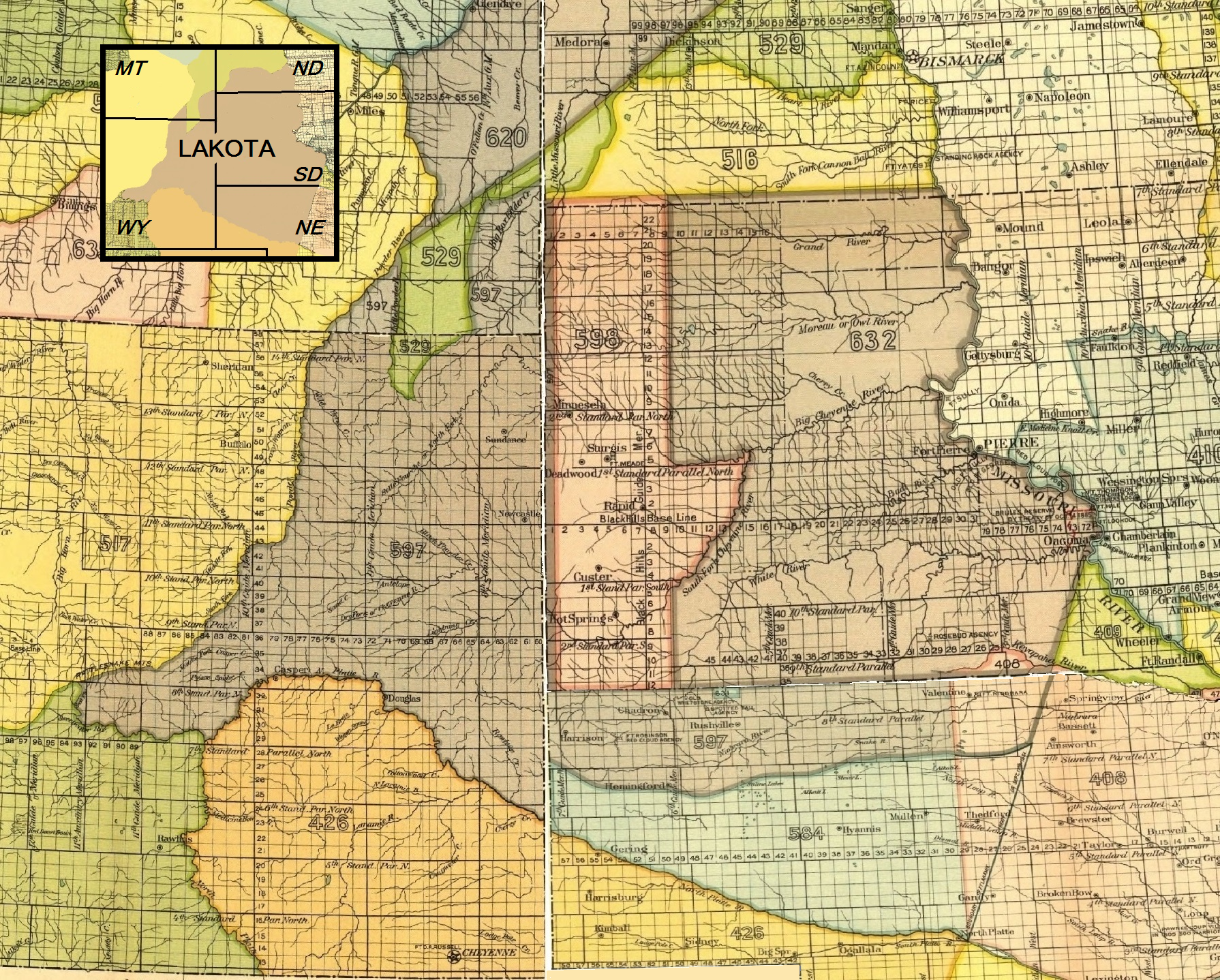
1851年拉科塔條約領土（408、516、584、597、598及632區）

近半個世紀之後，在拉科塔族土地上未經許可建造了拉勒米堡之後，1851年拉勒米堡條約協議保護奧勒岡小徑上的旅客。夏安族和拉科塔族先前曾在爭奪資源的競爭之下襲擊了移民團體，因為有一些定居者侵占了他們的土地。拉勒米堡條約承認拉科塔族對大平原的主權，以換取奧勒岡小徑的自由通行，為了“只要河水流和老鷹飛”。
美國政府沒有強制執行該條約的限制以防止未經授權的殖民。拉科塔族和其他部族襲擊了開拓者甚至是移民火車，導致公眾施壓美國軍隊，要求懲罰敵人。1855年9月3日，美國將軍威廉·S·哈尼領導的700名士兵為了報復格拉坦大屠殺，襲擊內布拉斯加州的拉科塔村莊，殺害了大約100名男女和兒童。隨後發生了一系列短暫的“戰爭”，1862年至1864年，「1862年達科他戰爭」所產生的明尼蘇達州難民向西逃往蒙大拿州和達科他地區的盟友處。美國內戰後增加的非法殖民再次引發戰爭。
拉科塔人認布拉克山是神聖的，反對在此採礦。在1866年至1868年間，美國陸軍在越過美國堡壘的波茲曼小徑上與拉科塔族及其盟友作戰，以保護沿著小徑旅行的礦工。 奧格拉拉酋長紅雲帶領他的人民在紅雲戰爭中獲勝。 1868年，美國簽署了1868年拉勒米堡條約，令布拉克山永遠免受白人移居。四年後，那裡發現了黃金，探礦者紛紛湧入該地區。
對殖民者和礦工的襲擊被陸軍指揮官喬治·阿姆斯壯·卡斯特中校等領導的軍隊撞見。菲利普·謝里登將軍鼓勵他的部隊打獵並殺死野牛，以此作為“摧毀印第安人雜貨店”的手段。
結盟的拉科塔族和阿拉帕霍族，加上後來加入的北夏安族，共同參與了1860年以後的許多戰爭。1876年6月17日，他們在羅斯巴德戰役面對喬治·克魯克將軍的軍隊，成功的打了一場拖延戰，防止克魯克鎖定和攻擊他們的營地。一周之後，他們在油膩草地戰役（小大角戰役）擊敗了美國第7騎兵團，戰場是在1868年建立的烏鴉印第安保留區。卡斯特襲擊一個由幾個部落組成的營地，但其規模比他意識到的大得多。印地安聯合部隊由瘋馬酋長帶領殺死258名士兵，殲滅了卡斯特全營，並造成該團50％以上的人員傷亡。
然而他們對美國陸軍的勝利無法持續。美國國會授權撥款擴軍2,500人。強化後的美國陸軍在一系列戰鬥中打敗拉科塔部隊，最終在1877年結束了1876年大蘇族戰爭。拉科塔族最後被限制在保留區內，禁止捕獵野牛，並強迫接受政府分配的糧食。

奧格拉拉蘇族部落旗幟

1877年，一些拉科塔族人簽署了割讓布拉克山給美國的條約；然而，這個條約的性質和它的過程是有爭議的。實際上支持該條約的拉科塔領導人的數量是有高度爭議。小幅度的衝突繼續在布拉克山發生。14年後的1890年12月15日，坐牛在立石保留區被殺死。1890年12月29日，美國軍隊在在松岭印第安保留地發動傷膝河大屠殺，殺死拉科塔米尼孔朱族群酋長
斑鹿（又名大腳）及其族人。
今日，拉科塔族大多生活在南達科他州西部的五個保留區：
- 羅斯巴德印地安保留區（英语：Rosebud Indian Reservation）：上昔昌古（或上布魯爾）部落居住地
- 松岭印第安保留地：奧格拉拉部落居住地
- 下布魯爾印地安保留區（英语：Lower Brule Indian Reservation）：下昔昌古部落居住地
- 夏安河印地安保留區（英语：Cheyenne River Indian Reservation）：拉科塔族其他部落居住地
- 立石印地安保留區（英语：Standing Rock Indian Reservation）：洪克帕帕部落居住地

拉科塔族也住在蒙大拿州東北部的佩克堡印第安保留區、北達科他州西北部的伯特霍爾德堡印第安保留區，並在加拿大的薩斯喀徹溫省和曼尼托巴省有幾個小的印第安保留地。那是因為他們的祖先在明尼蘇達或布拉克山戰爭期間逃到“祖母的（維多利亞女王的）土地”（加拿大）。
大批的拉科塔族人住在拉皮德城和布拉克山區的其他城鎮，以及丹佛都會區。有一些拉科塔長老加入了無代表國家和民族組織（UNPO），尋求保護與承認他們的文化和土地權利。

## 独立运动
2007年12月20日，由美國印第安運動活動家羅素·米恩斯領導的一小群人，以「拉科塔自由代表團」的名義，前往華盛頓特區宣布拉科塔蘇族撤銷與美國政府的所有條約。這些活動家在任何民選的部落政府中都沒有代表性，拉科塔族領導人發表了公開回應，以羅斯巴德拉科塔部落主席羅德尼·波爾多的話說，「我們不支持米恩斯和他的團隊正在做的事，而且他們並未得到我所知道的任何部落政府的支持。他們不能代表我們發言。」
米恩斯隨後宣布「拉科塔共和國」是一個主權國家，在南達科他州、北達科他州、內布拉斯加州、懷俄明州和蒙大拿州擁有數千平方英里的產權。該組織表示，他們不是為了或代表「由BIA或那些支持官方BIA體系的拉科塔人所設立的」部落政府。
「拉科塔自由代表團」並未包括來自任何部落的任何民選領袖。羅素·米恩斯曾經競選過奧格拉拉蘇族部落的主席，而且兩次都被擊敗。幾個部落政府－由部落自己選出－發表聲明，使自己與獨立宣言保持距離，有些人說他們正在密切關注獨立運動。沒有民選的部落政府贊同這一宣言。

## 參见
- 拉科塔共和国